# Years & Years/Diskografie
Diese Diskografie ist eine Übersicht über die musikalischen Werke der britischen Band Years & Years. Den Schallplattenauszeichnungen zufolge hat sie bisher mehr als 11,2 Millionen Tonträger verkauft, davon alleine in ihrer Heimat über 8,6 Millionen. Ihre erfolgreichste Veröffentlichung ist die Single King mit über 3,4 Millionen verkauften Einheiten.

## Alben

### Studioalben
| Jahr | Titel Musiklabel         | Höchstplatzierung, Gesamtwochen, AuszeichnungChartplatzierungen (Jahr, Titel, Musiklabel, Platzierungen, Wochen, Auszeichnungen, Anmerkungen) | Höchstplatzierung, Gesamtwochen, AuszeichnungChartplatzierungen (Jahr, Titel, Musiklabel, Platzierungen, Wochen, Auszeichnungen, Anmerkungen) | Höchstplatzierung, Gesamtwochen, AuszeichnungChartplatzierungen (Jahr, Titel, Musiklabel, Platzierungen, Wochen, Auszeichnungen, Anmerkungen) | Höchstplatzierung, Gesamtwochen, AuszeichnungChartplatzierungen (Jahr, Titel, Musiklabel, Platzierungen, Wochen, Auszeichnungen, Anmerkungen) | Höchstplatzierung, Gesamtwochen, AuszeichnungChartplatzierungen (Jahr, Titel, Musiklabel, Platzierungen, Wochen, Auszeichnungen, Anmerkungen) | Anmerkungen                                              |
| Jahr | Titel Musiklabel         | DE | AT | CH | UK | US | Anmerkungen                                              |
| ---- | ------------------------ | --- | --- | --- | --- | --- | -------------------------------------------------------- |
| 2015 | Communion Polydor (UMG)  | DE16 (8 Wo.)DE | AT24 Gold · (1 Wo.)AT | CH5 (10 Wo.)CH | UK1 ×2Doppelplatin · (69 Wo.)UK | US47 (2 Wo.)US | Erstveröffentlichung: 10. Juli 2015 Verkäufe: + 775.000  |
| 2018 | Palo Santo Polydor (UMG) | DE27 (2 Wo.)DE | AT50 (1 Wo.)AT | CH15 (1 Wo.)CH | UK3 Gold · (11 Wo.)UK | US75 (1 Wo.)US | Erstveröffentlichung: 6. Juli 2018 Verkäufe: + 110.000   |
| 2022 | Night Call Polydor (UMG) | DE47 (1 Wo.)DE | — | CH62 (1 Wo.)CH | UK1 Silber · (23 Wo.)UK | — | Erstveröffentlichung: 21. Januar 2022 Verkäufe: + 60.000 |

### EPs
| Jahr | Titel Musiklabel            | Höchstplatzierung, Gesamtwochen, AuszeichnungChartplatzierungen (Jahr, Titel, Musiklabel, Platzierungen, Wochen, Auszeichnungen, Anmerkungen) | Höchstplatzierung, Gesamtwochen, AuszeichnungChartplatzierungen (Jahr, Titel, Musiklabel, Platzierungen, Wochen, Auszeichnungen, Anmerkungen) | Höchstplatzierung, Gesamtwochen, AuszeichnungChartplatzierungen (Jahr, Titel, Musiklabel, Platzierungen, Wochen, Auszeichnungen, Anmerkungen) | Höchstplatzierung, Gesamtwochen, AuszeichnungChartplatzierungen (Jahr, Titel, Musiklabel, Platzierungen, Wochen, Auszeichnungen, Anmerkungen) | Höchstplatzierung, Gesamtwochen, AuszeichnungChartplatzierungen (Jahr, Titel, Musiklabel, Platzierungen, Wochen, Auszeichnungen, Anmerkungen) | Anmerkungen                             |
| Jahr | Titel Musiklabel            | DE | AT | CH | UK | US | Anmerkungen                             |
| ---- | --------------------------- | --- | --- | --- | --- | --- | --------------------------------------- |
| 2012 | I Wish I Knew Kitsuné Music | — | — | — | — | — | Erstveröffentlichung: 1. Oktober 2012   |
| 2013 | Traps Kitsuné Music         | — | — | — | — | — | Erstveröffentlichung: 9. September 2013 |
| 2014 | Real Kitsuné Music          | — | — | — | — | — | Erstveröffentlichung: 18. Februar 2014  |
| 2014 | Take Shelter Polydor (UMG)  | — | — | — | UK— SilberUK | — | Erstveröffentlichung: 19. August 2014   |
| 2015 | Y & Y Polydor (UMG)         | — | — | — | — | US123 (1 Wo.)US | Erstveröffentlichung: 3. Februar 2015   |

## Singles

### Als Leadmusiker
| Jahr | Titel Album                                            | Höchstplatzierung, Gesamtwochen, AuszeichnungChartplatzierungen (Jahr, Titel, Album, Platzierungen, Wochen, Auszeichnungen, Anmerkungen) | Höchstplatzierung, Gesamtwochen, AuszeichnungChartplatzierungen (Jahr, Titel, Album, Platzierungen, Wochen, Auszeichnungen, Anmerkungen) | Höchstplatzierung, Gesamtwochen, AuszeichnungChartplatzierungen (Jahr, Titel, Album, Platzierungen, Wochen, Auszeichnungen, Anmerkungen) | Höchstplatzierung, Gesamtwochen, AuszeichnungChartplatzierungen (Jahr, Titel, Album, Platzierungen, Wochen, Auszeichnungen, Anmerkungen) | Höchstplatzierung, Gesamtwochen, AuszeichnungChartplatzierungen (Jahr, Titel, Album, Platzierungen, Wochen, Auszeichnungen, Anmerkungen) | Anmerkungen                                                               |
| Jahr | Titel Album                                            | DE | AT | CH | UK | US | Anmerkungen                                                               |
| --- | ------------------------------------------------------ | --- | --- | --- | --- | --- | ------------------------------------------------------------------------- |
| 2014 | Desire Communion                                       | — | — | — | UK22 Platin · (45 Wo.)UK | — | Erstveröffentlichung: 23. November 2014 Verkäufe: + 705.000               |
| 2015 | King Communion                                         | DE9 Platin · (30 Wo.)DE | AT8 (20 Wo.)AT | CH9 (26 Wo.)CH | UK1 ×3Dreifachplatin · (59 Wo.)UK | US— GoldUS | Erstveröffentlichung: 3. Februar 2015 Verkäufe: + 3.460.000               |
| 2015 | Shine Communion                                        | DE29 Gold · (19 Wo.)DE | AT35 (11 Wo.)AT | CH41 (10 Wo.)CH | UK2 ×2Doppelplatin · (25 Wo.)UK | — | Erstveröffentlichung: 3. Juli 2015 Verkäufe: + 1.522.500                  |
| 2015 | Eyes Shut Communion                                    | — | — | — | UK17 Platin · (31 Wo.)UK | — | Erstveröffentlichung: 13. November 2015 Verkäufe: + 675.000               |
| 2016 | Worship Communion                                      | — | — | — | — | — | Erstveröffentlichung: 1. Juli 2016                                        |
| 2016 | Meteorite Bridget Jones’s Baby O.S.T.                  | — | — | — | UK72 (2 Wo.)UK | — | Erstveröffentlichung: 13. September 2016                                  |
| 2018 | Sanctify Palo Santo                                    | — | — | — | UK25 Silber · (9 Wo.)UK | — | Erstveröffentlichung: 7. März 2018 Verkäufe: + 240.000                    |
| 2018 | If You’re Over Me Palo Santo                           | — | — | — | UK6 ×2Doppelplatin · (23 Wo.)UK | — | Erstveröffentlichung: 10. Mai 2018 Verkäufe: + 1.280.000                  |
| 2018 | All for You Palo Santo                                 | — | — | — | UK47 Silber · (7 Wo.)UK | — | Erstveröffentlichung: 27. Juni 2018 Verkäufe: + 200.000                   |
| 2021 | Starstruck Night Call                                  | — | — | — | UK31 Silber · (11 Wo.)UK | — | Erstveröffentlichung: 8. April 2021 Verkäufe: + 200.000                   |
| 2021 | The Edge of Glory Born This Way: The Tenth Anniversary | — | — | — | — | — | Erstveröffentlichung: 22. Juni 2021                                       |
| 2021 | Crave Night Call                                       | — | — | — | — | — | Erstveröffentlichung: 28. September 2021                                  |
| 2021 | Sweet Talker Night Call                                | — | — | — | UK26 Gold · (17 Wo.)UK | — | Erstveröffentlichung: 24. November 2021 Verkäufe: + 400.000; mit Galantis |
| 2022 | Sooner or Later Night Call (Reissue)                   | — | — | — | — | — | Erstveröffentlichung: 14. Januar 2022                                     |
| 2022 | Hallucination –                                        | — | — | — | UK56 Silber · (11 Wo.)UK | — | Erstveröffentlichung: 18. Februar 2022 Verkäufe: + 225.000; mit Regard    |
| Folgende Lieder erschienen nicht als Single, wurden aber durch das Album zum Download und Streaming bereitgestellt und konnten somit eine Platzierung erlangen: |                                                        | | | | | |                                                                           |
| |                                                        | | | | | |                                                                           |
| 2018 | Karma Palo Santo                                       | — | — | — | UK91 (1 Wo.)UK | — | Charteinstieg: 19. Juli 2018                                              |

### Als Gastmusiker
| Jahr | Titel Album                                    | Höchstplatzierung, Gesamtwochen, AuszeichnungChartplatzierungen (Jahr, Titel, Album, Platzierungen, Wochen, Auszeichnungen, Anmerkungen) | Höchstplatzierung, Gesamtwochen, AuszeichnungChartplatzierungen (Jahr, Titel, Album, Platzierungen, Wochen, Auszeichnungen, Anmerkungen) | Höchstplatzierung, Gesamtwochen, AuszeichnungChartplatzierungen (Jahr, Titel, Album, Platzierungen, Wochen, Auszeichnungen, Anmerkungen) | Höchstplatzierung, Gesamtwochen, AuszeichnungChartplatzierungen (Jahr, Titel, Album, Platzierungen, Wochen, Auszeichnungen, Anmerkungen) | Höchstplatzierung, Gesamtwochen, AuszeichnungChartplatzierungen (Jahr, Titel, Album, Platzierungen, Wochen, Auszeichnungen, Anmerkungen) | Anmerkungen                                                                                    |
| Jahr | Titel Album                                    | DE | AT | CH | UK | US | Anmerkungen                                                                                    |
| --- | ---------------------------------------------- | --- | --- | --- | --- | --- | ---------------------------------------------------------------------------------------------- |
| 2014 | Sunlight –                                     | — | — | — | UK7 Gold · (6 Wo.)UK | — | Erstveröffentlichung: 26. September 2014 Verkäufe: + 515.000; The Magician feat. Years & Years |
| 2014 | Illuminate –                                   | — | — | — | — | — | Erstveröffentlichung: 14. November 2014 Tourist feat. Years & Years                            |
| 2018 | Play Snacks EP                                 | — | — | — | UK8 Platin · (17 Wo.)UK | — | Erstveröffentlichung: 28. November 2018 Verkäufe: + 640.000; Jax Jones feat. Years & Years     |
| 2019 | Dreamland Hotspot                              | — | — | — | — | — | Erstveröffentlichung: 25. Oktober 2019 Pet Shop Boys feat. Years & Years                       |
| 2021 | It’s a Sin The Lockdown Sessions               | — | — | — | UK47 (3 Wo.)UK | — | Erstveröffentlichung: 11. Mai 2021 Elton John feat. Years & Years                              |
| 2021 | A Second to Midnight Disco: Guest List Edition | — | — | — | — | — | Erstveröffentlichung: 6. Oktober 2021 Kylie Minogue feat. Years & Years                        |
| Folgende Lieder erschienen nicht als Single, wurden aber durch das Album zum Download und Streaming bereitgestellt und konnten somit eine Platzierung erlangen: |                                                | | | | | |                                                                                                |
| |                                                | | | | | |                                                                                                |
| 2018 | Come Alive The Greatest Showman: Reimagined    | — | — | — | UK80 (1 Wo.)UK | — | Charteinstieg: 29. November 2018 Jess Glynne feat. Years & Years                               |

## Statistik

### Chartauswertung
|                     | DE    | AT    | CH    | UK    | US    |
| ------------------- | ----- | ----- | ----- | ----- | ----- |
| Nummer-eins-Alben   | DE—DE | AT—AT | CH—CH | UK2UK | US—US |
| Top-10-Alben        | DE—DE | AT—AT | CH1CH | UK3UK | US—US |
| Alben in den Charts | DE3DE | AT2AT | CH3CH | UK3UK | US3US |

|                       | DE    | AT    | CH    | UK     | US    |
| --------------------- | ----- | ----- | ----- | ------ | ----- |
| Nummer-eins-Singles   | DE—DE | AT—AT | CH—CH | UK1UK  | US—US |
| Top-10-Singles        | DE1DE | AT1AT | CH1CH | UK5UK  | US—US |
| Singles in den Charts | DE2DE | AT2AT | CH2CH | UK17UK | US—US |

### Auszeichnungen für Musikverkäufe
| Silberne Schallplatte - Vereinigtes Königreich - 2023: für das Lied Breathe Goldene Schallplatte - Australien - 2014: für die Single Sunlight - 2015: für die Single Shine - Belgien - 2015: für die Single Sunlight - Brasilien - 2024: für die Single Play - 2024: für die Single If You’re Over Me - 2024: für das Album Communion - 2024: für die Single Shine - 2024: für die Single Sanctify - Dänemark - 2015: für die Single Shine - 2017: für die Single Desire - 2018: für die Single Eyes Shut - 2019: für die Single If You’re Over Me - Finnland - 2018: für das Album Communion - Neuseeland - 2016: für die Single Shine - 2018: für das Album Communion - 2020: für die Single If You’re Over Me - 2025: für die Single Desire - Polen - 2020: für die Single If You’re Over Me - 2020: für die Single Sanctify - 2020: für die Single Eyes Shut - 2023: für das Album Palo Santo - 2024: für die Single Hallucination - Schweden - 2016: für das Album Communion - 2016: für die Single Eyes Shut | Platin-Schallplatte - Australien - 2015: für die Single King - Belgien - 2016: für die Single King - Brasilien - 2024: für die Single Desire - Dänemark - 2020: für das Album Communion - Finnland - 2018: für die Single King - Mexiko - 2018: für das Album Communion - Polen - 2016: für die Single Shine - 2020: für die Single Play - Spanien - 2015: für die Single King | 2× Platin-Schallplatte - Brasilien - 2024: für die Single King - Dänemark - 2022: für die Single King - Italien - 2018: für die Single King - Neuseeland - 2023: für die Single King - Polen - 2018: für das Album Communion - Schweden - 2015: für die Single King 3× Platin-Schallplatte - Polen - 2016: für die Single King |

Anmerkung: Auszeichnungen in Ländern aus den Charttabellen bzw. Chartboxen sind in ebendiesen zu finden.
| Land/RegionAuszeichnungen für Musikverkäufe (Land/Region, Auszeichnungen, Verkäufe, Quellen) | Silber     | Gold       | Platin       | Verkäufe  | Quellen              |
| -------------------------------------------------------------------------------------------- | ---------- | ---------- | ------------ | --------- | -------------------- |
| Australien (ARIA)                                                                            | —          | 2× Gold2   | Platin1      | 140.000   | aria.com.au          |
| Belgien (BRMA)                                                                               | —          | Gold1      | Platin1      | 45.000    | ultratop.be          |
| Brasilien (PMB)                                                                              | —          | 5× Gold5   | 3× Platin3   | 290.000   | pro-musicabr.org.br  |
| Dänemark (IFPI)                                                                              | —          | 4× Gold4   | 3× Platin3   | 335.000   | ifpi.dk              |
| Deutschland (BVMI)                                                                           | —          | Gold1      | Platin1      | 600.000   | musikindustrie.de    |
| Finnland (IFPI)                                                                              | —          | Gold1      | Platin1      | 50.000    | Einzelnachweise      |
| Italien (FIMI)                                                                               | —          | —          | 2× Platin2   | 100.000   | fimi.it              |
| Mexiko (AMPROFON)                                                                            | —          | —          | Platin1      | 60.000    | amprofon.com.mx      |
| Neuseeland (RMNZ)                                                                            | —          | 4× Gold4   | 2× Platin2   | 105.000   | radioscope.co.nz NZ2 |
| Österreich (IFPI)                                                                            | —          | Gold1      | —            | 7.500     | ifpi.at              |
| Polen (ZPAV)                                                                                 | —          | 5× Gold5   | 7× Platin7   | 205.000   | olis.pl              |
| Schweden (IFPI)                                                                              | —          | 2× Gold2   | 2× Platin2   | 120.000   | sverigetopplistan.se |
| Spanien (Promusicae)                                                                         | —          | —          | Platin1      | 40.000    | elportaldemusica.es  |
| Vereinigte Staaten (RIAA)                                                                    | —          | Gold1      | —            | 500.000   | riaa.com             |
| Vereinigtes Königreich (BPI)                                                                 | 7× Silber7 | 3× Gold3   | 12× Platin12 | 8.620.000 | bpi.co.uk            |
| Insgesamt                                                                                    | 7× Silber7 | 30× Gold30 | 37× Platin37 |           |                      |